# Al-Chan
Al-Chan jest to południowe przedmieście miasta Szardża w Zjednoczonych Emiratach Arabskich. Al-Chan jest ulokowane nad zatoką o tej samej nazwie. Al-Chan jest dość starym przedmieściem i zostało prawie miastem w XX wieku. W dawnych czasach beduini prowadzili tutaj handel.